# Затока Святого Георгія
Затока Святого Георгія (фр. Golfe de Saint-Georges, араб. خليج السان جورج, латиніз. Chalidsch as-San Dschurdsch)) — затока що омиває північне узбережжя міста Бейрут, Ліван. Річка Бейрут впадає в затоку. Розташоване у східній частині Середземного моря і є частиною Левантійського моря.

## Етимологія
Бухта названа на честь Святого Георгія, популярного святого у Східному Середземномор'ї серед різних християнських сект.

## Розташування
Бухта обмежена мисом Рас-Бейрут та мариною Dbayeh. На березі затоки розташовані порт Бейрут та відома туристична пам'ятка — готель Святого Георгія.